# Abbazia di San Gallo (Moggio Udinese)

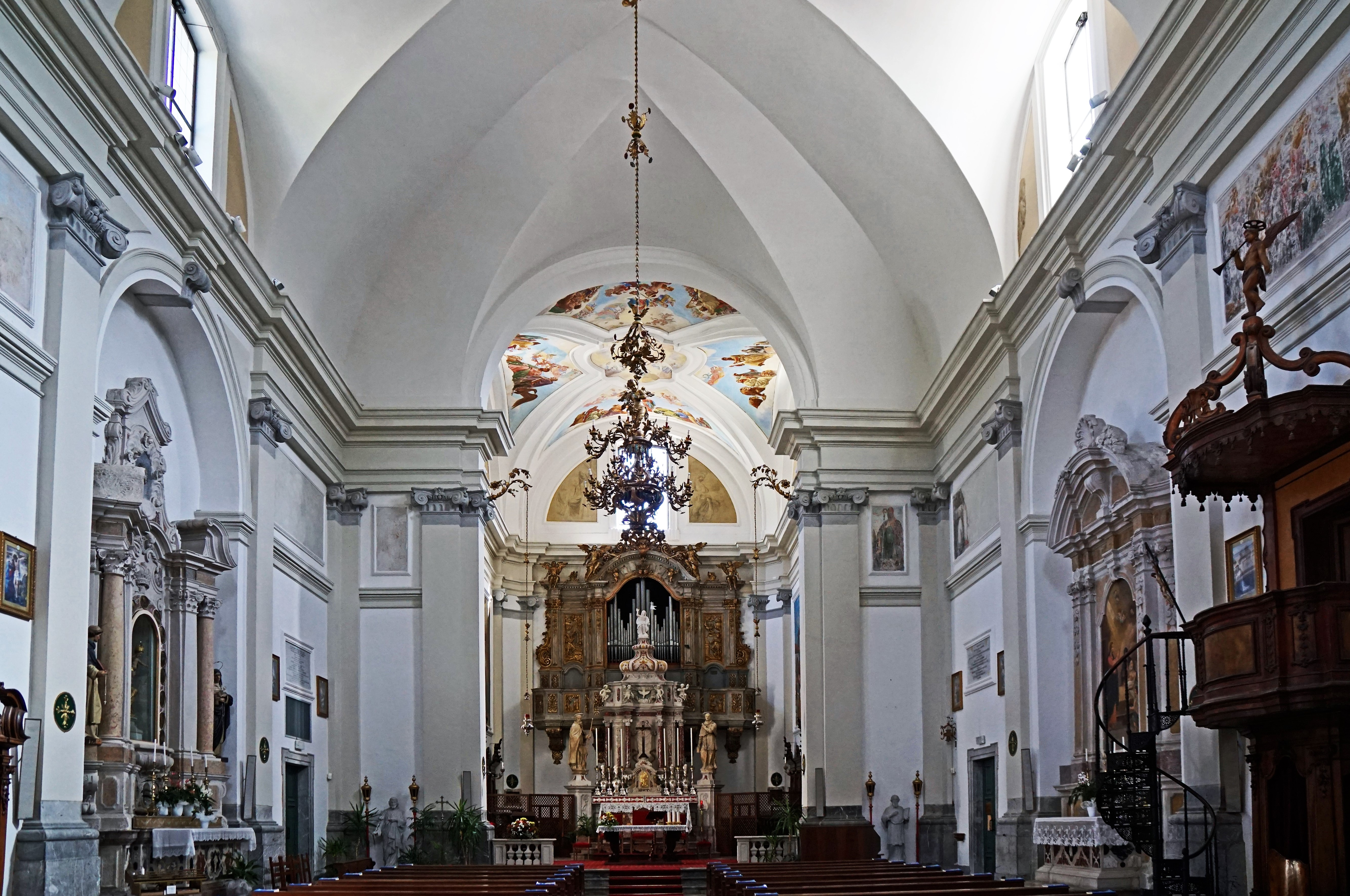
L'interno della chiesa

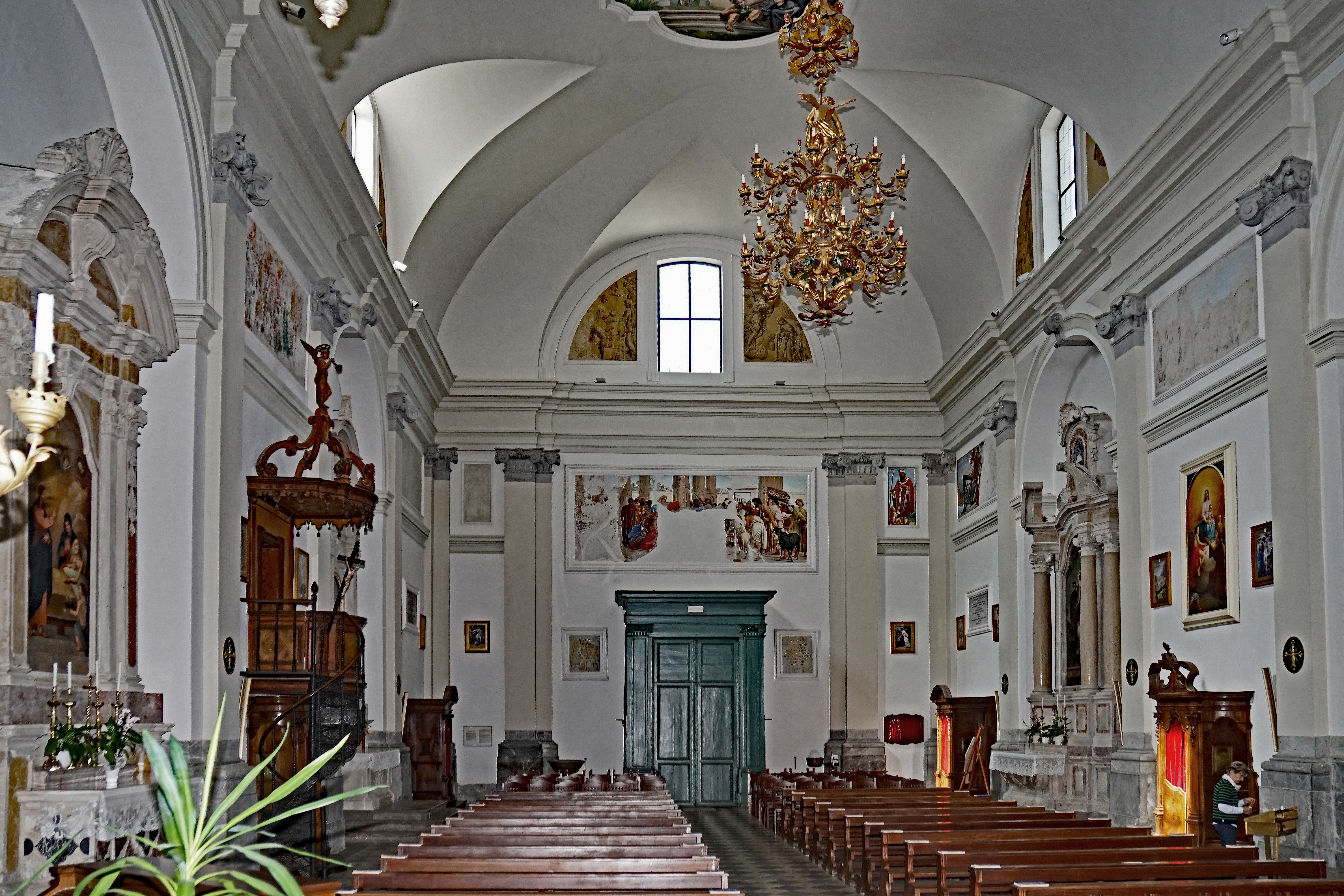
L'aula e la controfacciata

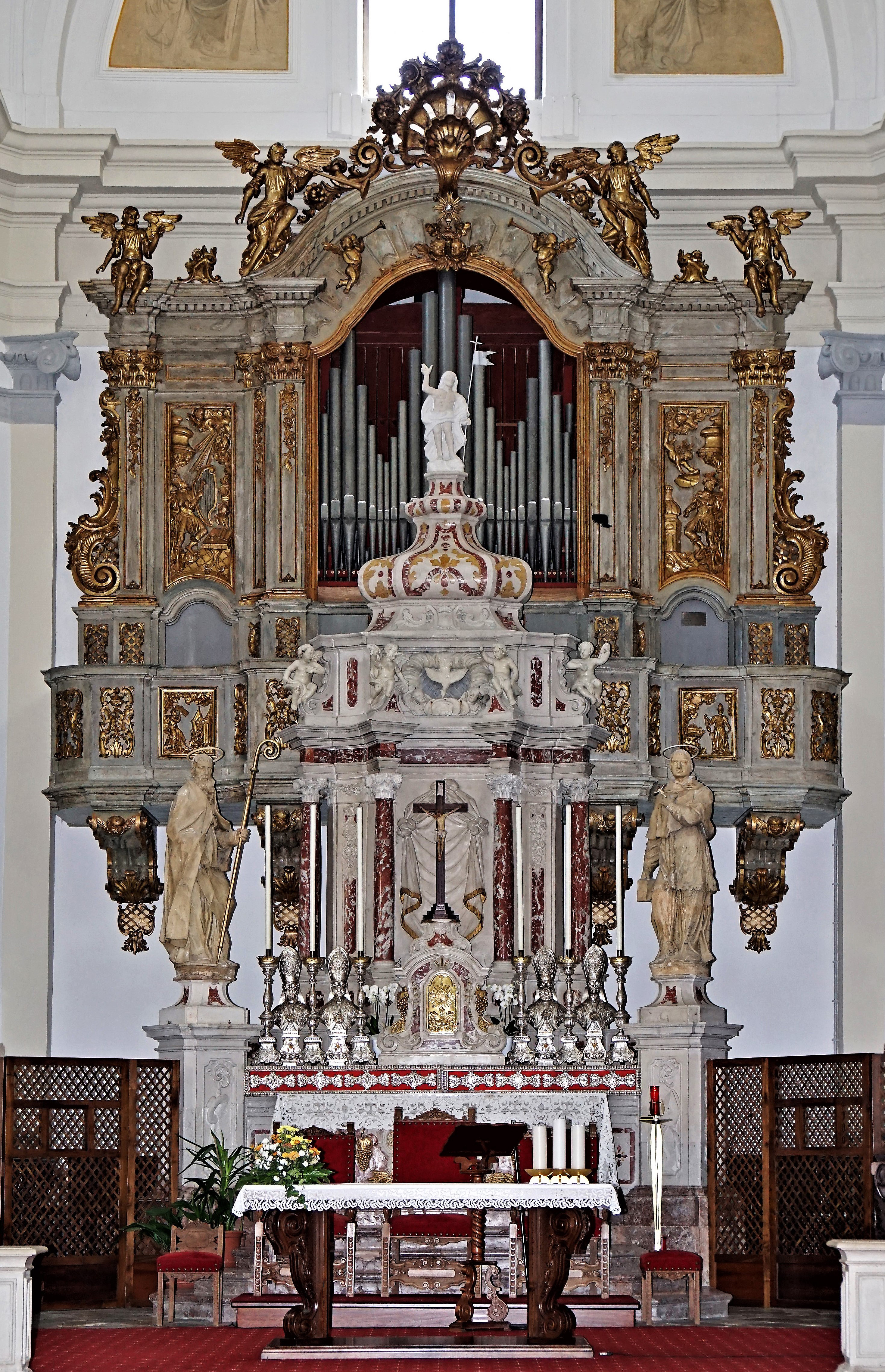
L'altare maggiore e l'organo della chiesa

L'abbazia di San Gallo è un monastero (di clausura dal 1985) situato sul colle di Santo Spirito, in località Moggio di Sopra, nel comune di Moggio Udinese, in provincia e arcidiocesi di Udine; fa parte della forania della Montagna.

## Storia
L'abbazia benedettina fu fondata nel 1085 da Federico di Moravia, patriarca di Aquileia, ma probabilmente in precedenza vi era una stazione di osservazione romana, come si deduce da una lapide che è murata in una colonna del chiostro. L'abbazia fu consacrata dal patriarca ed abate di San Gallo Ulrico di Eppenstein nel 1119 ed era dipendente dall'abbazia di san Gallo in Svizzera. In breve tempo acquisì il dominio su tutta la valle e vasti beni e feudi in varie zone del Friuli, della Carinzia e della Carnia e la giurisdizione su Cavazzo, Dignano, Flaibano, Gorto, Osoppo, Venzone, San Martino in Feistritz, Dignano d'Istria e Portole d'Istria, privilegi e feudi confermati nel 1149 da re Corrado III e nel 1177 sia dall'imperatore Federico Barbarossa che dal papa Alessandro III. Inoltre, gli abati di Moggio ebbero diritto di voto nel Parlamento della Patria del Friuli e le loro contese per questioni confinarie, prima con i Conti di Gorizia e successivamente con la comunità di Venzone, coinvolsero nel XIV secolo anche i duchi d'Austria. L'abbazia fu soppressa nel 1776.
Nel corso del XVI secolo ne fu abate commendatario san Carlo Borromeo. L'antica torre, che per secoli era stata sede dei giudizi abbaziali, nel 1800 venne trasformata in carcere.
L'abbazia fu semidistrutta dal terremoto del Friuli del 1976, dopo essere stata danneggiata da quelli del 1348 e del 1511.
Dal 1985 è un monastero femminile di clausura dell'Ordine di Santa Chiara.

## Cronotassi degli abati
- Bebolfo (1119)

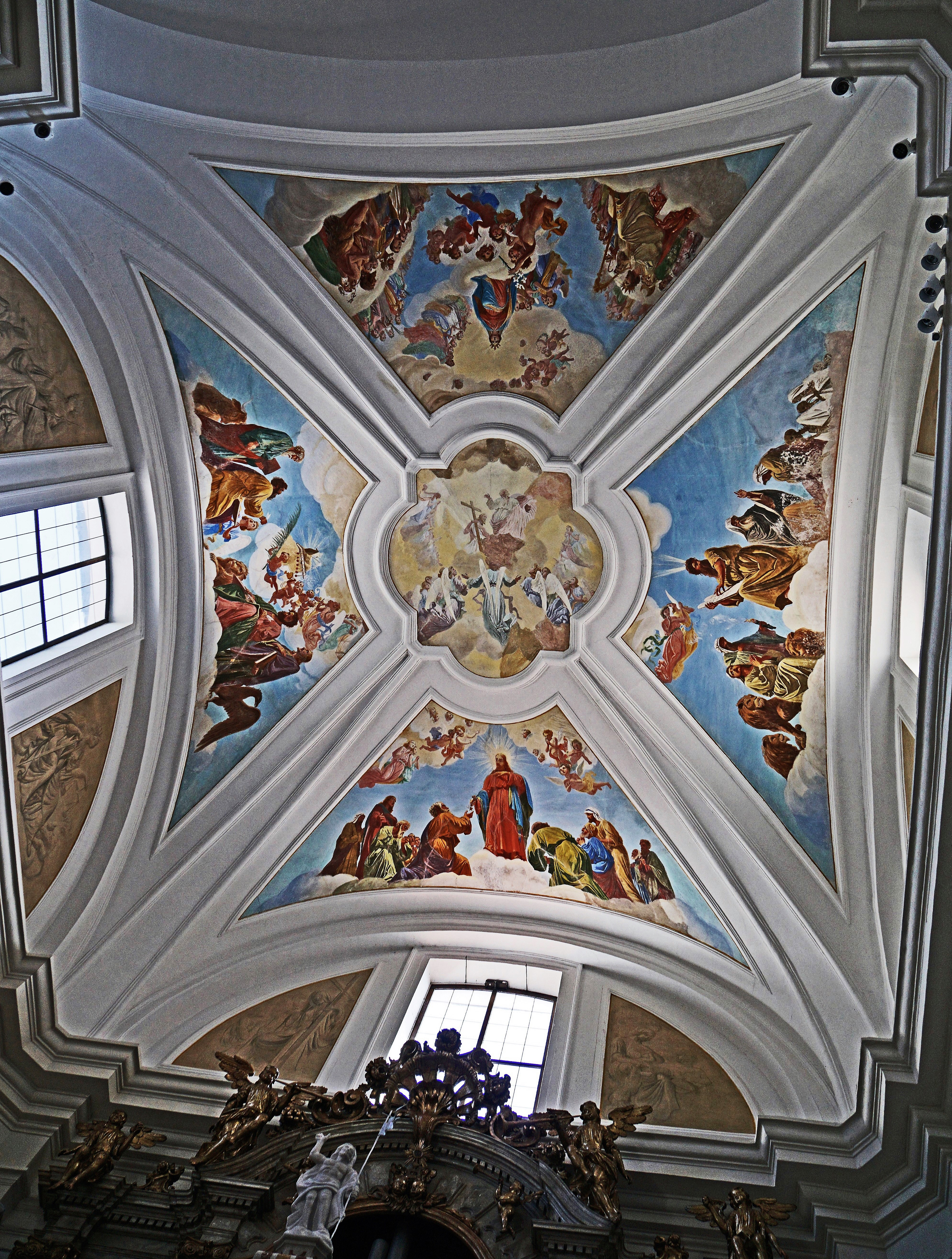
Affreschi

- Ulrico (1136, forse morto nel 1174)
- Ghislero (1180, 1194)
- Corrado (1197, 1217)
- Azzo (1222, 1230)
- Jacopo (1231, 1242)
- Bernardo (1247)
- Wezelo (1251, 1270)
- Federico (1271, 1288)
- Bertoldo (1288-1329)
- Ghiberto (1329-1349)
- Guido di Montebello (1349-1366)
- Jacopo Bondi degli Oliari (1366-1390)
- Rodolfo (1390-1391)
- Franceschino dei Pittacoli (1391-1400)

Abati commendatari:
- Antonio Panciera (1400-1402)
- Corrado Caracciolo (1402)
- Tommaso Cavalcanti (1403-1430)
- Biagio Molin (1431-1447)
- Pietro Barbo (1447-1467)
- Giovanni Battista Zeno (1467-1501)
- Sebastiano Priuli (1501-1502)
- Ludovico Podocataro (1502-1504)
- Livio Podocataro (1506-1556)
- Carlo Carafa (1556-1561)
- Carlo Borromeo (1561-1567)
- Bartolomeo di Porcia (1567-1573)
- Giacomo Rudio (1573-1588)
- Giovanni Febo (1588)
- Lodovico Fuligno o Fulgini (1588)[4]
- Gian Francesco Morosini (1591-1595)
- Agostino Morosini (1596-1628)
- Vettor Grimani Calergi (1628-1665)
- Flavio Chigi (1667)
- Giovanni Dolfin (1667-1673)
- Daniele Dolfin (1673-1704)
- Giovanni Alberto Badoer (1706-1714)
- Daniele Dolfin (1717-1762)
- Felice Faustino Savorgnano (1762-1776)